# Fischhof (Tirschenreuth)

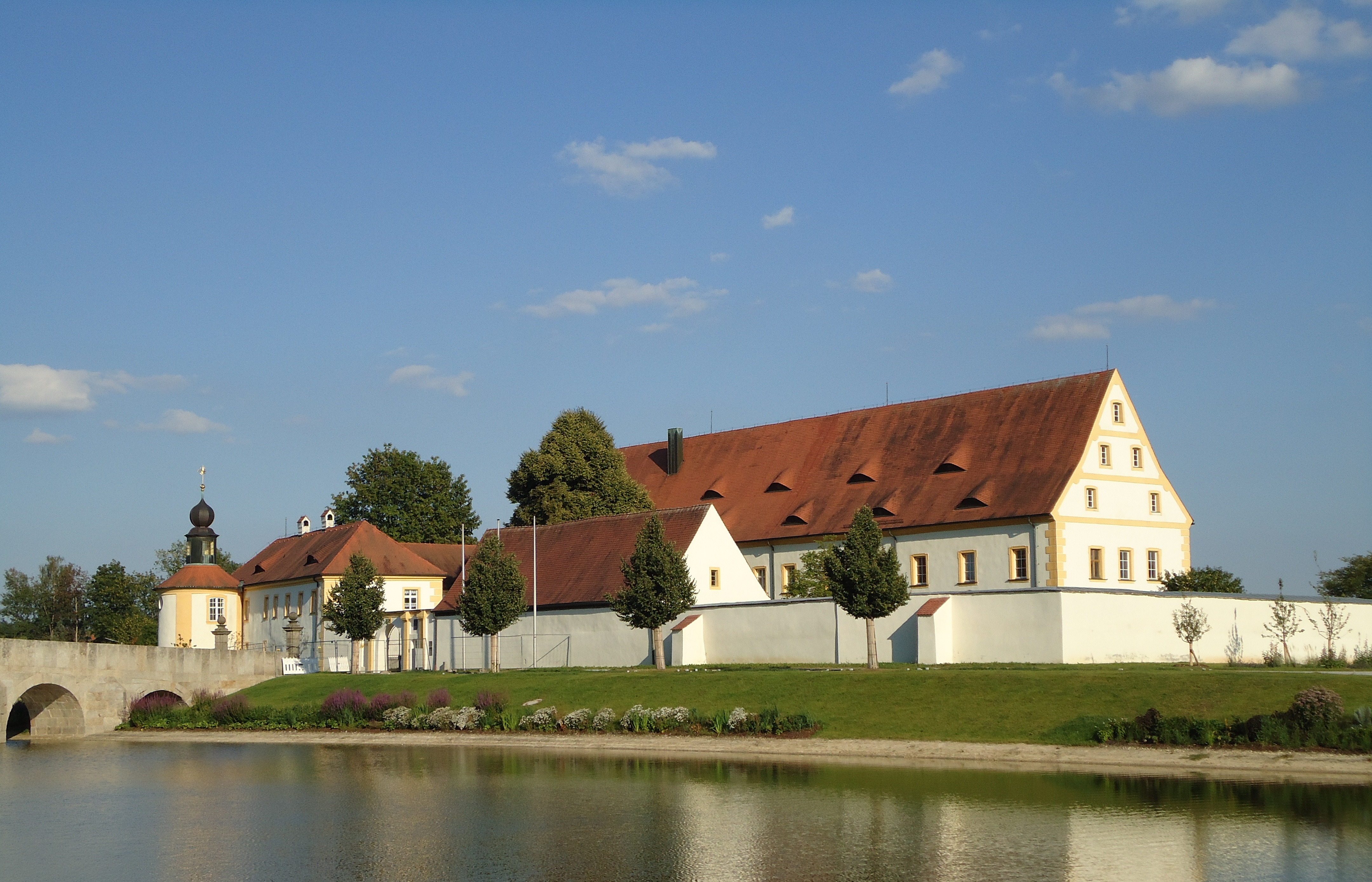
Der Fischhof; Blick vom Ufer des neu angelegten Stadtteiches

Der Fischhof ist ein ehemaliger Meier- und Ökonomiehof des Klosters Waldsassen in der Oberpfälzer Kreisstadt Tirschenreuth. Der Bau geht zurück auf das Jahr 1219 zu Zeiten des Abtes Hermann; das Gebäude in seiner heutigen Bauweise wurde aber erst um das Jahr 1680 erbaut. Heute beherbergt der Fischhof, der bis zur Trockenlegung des oberen Stadtteichs 1808 auf einer Insel lag, das Amtsgericht Tirschenreuth.

## Geschichte

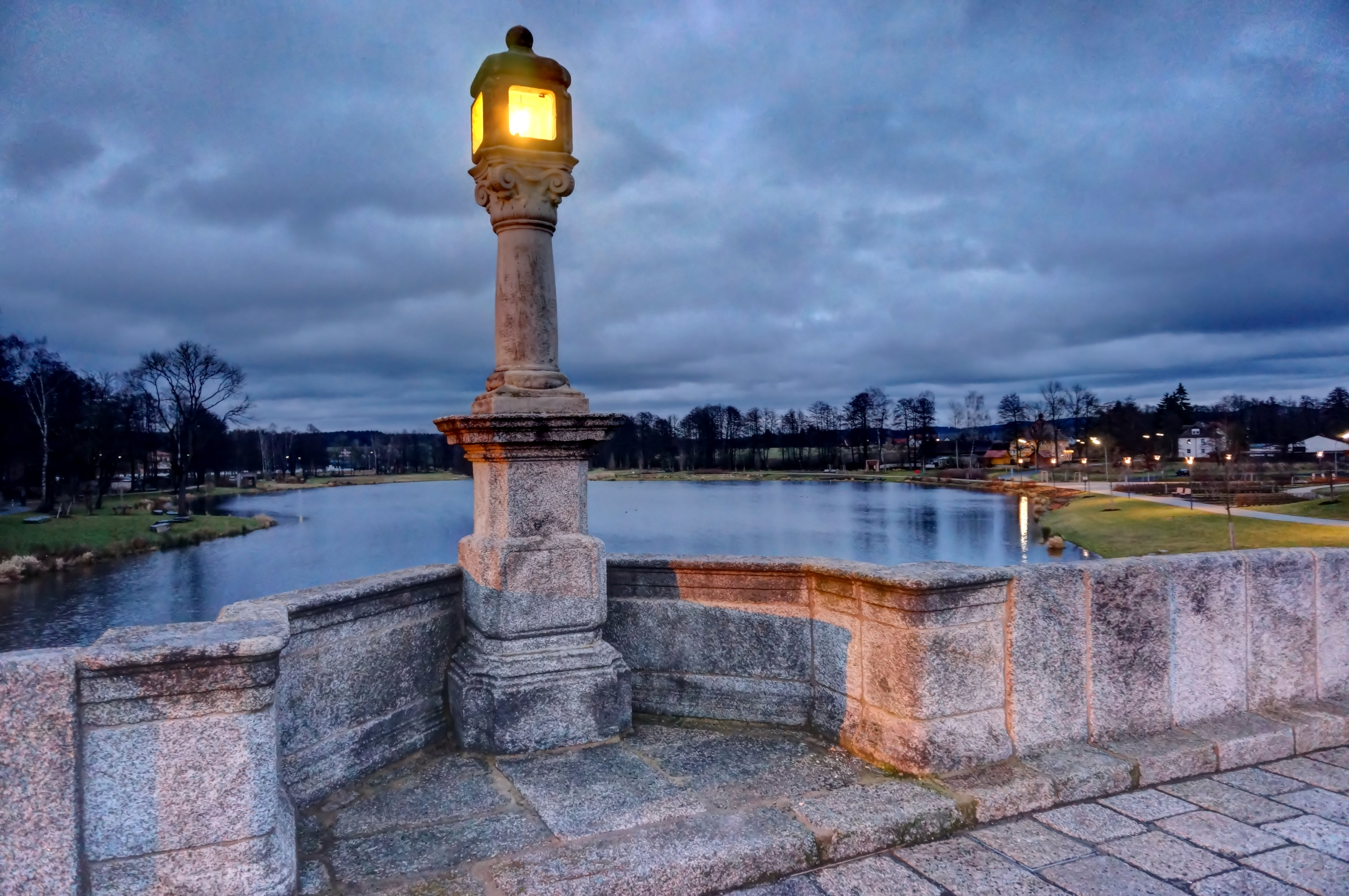
Brücke zum Fischhof

Der Vorgängerbau des heutigen Fischhofes bestand schon im 13. Jahrhundert. Auf einer kleinen Insel im oberen Stadtteich der Stadt existierte ein Gebäude, das der Präfekt von Tirschenreuth bewohnte. Die Anlage wurde durch Wohngebäude, Stallungen, Scheunen und Getreidespeicher vergrößert und diente dem Zisterzienserkloster Waldsassen als sogenannte Grangie, ein Korn- bzw. Zehenthof, der von Laienbrüdern bewirtschaftet wurde. Zudem wurde der Hof von den Waldsassener Äbten als Sommerresidenz genutzt.
Während der Reformationszeit verlor das Kloster Waldsassen 1548 seine Selbstständigkeit – letzter Abt war Georg III. Agmann – und der Besitz des Klosters ging in den Besitz der Wittelsbacher über. Von 1562 bis 1571 herrschte Herzog Reichard von Pfalz-Simmern als Administrator des Stifts Waldsassen über das Stiftland und residierte im Fischhof. Im Jahr 1613 wurden die Stallungen und das Gebäude für das einfache Gesinde gewölbt. Von 1669 bis 1803 diente der Fischhof erneut als Sommersitz der Äbte aus Waldsassen. Während dieser Zeit wurde auch die Holzbrücke, die den Hof mit dem Festland verband, durch eine steinerne Brücke, die Fischhofbrücke, ersetzt.
Im Dreißigjährigen Krieg, in dem Tirschenreuth durch die schwedischen Truppen schwer beschädigt wurde, wurde 1641 auch der Fischhof niedergebrannt. Erst 1689 entstand die Grangia Vischhove, so die mittelalterliche Bezeichnung, in ihrer heutigen Gestalt.
Nach der Säkularisation in Bayern in den Jahren 1802 und 1803 kam das Gebäude wieder in den Besitz des Staates und war zunächst Sitz des Königlich-Bayerischen Landgerichts und des Rentamts. Seit 1978 ist hier das Amtsgericht Tirschenreuth untergebracht, für dessen Zwecke das Gebäude von 1980 bis 1984 saniert und umgebaut wurde.
Das Gelände war Schauplatz der Landesgartenschau Tirschenreuth 2013.

## Beschreibung
Der Fischhof ist ein langgestreckter Bau mit hohen Giebeln. Der Innenhof ist von Nebengebäuden umgeben, das westliche Ende wird von einer Mauer abgeschlossen. Die Türen und Räume aus der Barockzeit sind noch vorhanden und wurden renoviert. Am Nordflügel ist seit dem Jahr 1715 die Fischhofkapelle in Form eines Rundturmes angebaut. Die Rokokokapelle ist seit der Aufhebung des Klosters Waldsassen nicht mehr in Gebrauch.